# Dawson (Georgia)
Dawson ist eine City und zudem der County Seat des Terrell County im US-Bundesstaat Georgia mit 4540 Einwohnern (Stand: 2010).

## Geographie
Dawson liegt rund 30 Kilometer nordwestlich von Albany sowie etwa 250 Kilometer südlich von Atlanta.

## Geschichte
Dawson wurde 1856 gegründet und nach William C. Dawson, einem ehemaligen Kongressabgeordneten und US-Senator benannt und 1857 zur Stadt erhoben.

## Demographische Daten
Laut der Volkszählung von 2010 verteilten sich die damaligen 4540 Einwohner auf 1662 bewohnte Haushalte, was einen Schnitt von 2,68 Personen pro Haushalt ergibt. Insgesamt bestehen 1919 Haushalte.
68,4 % der Haushalte waren Familienhaushalte (bestehend aus verheirateten Paaren mit oder ohne Nachkommen bzw. einem Elternteil mit Nachkomme) mit einer durchschnittlichen Größe von 3,28 Personen. In 39,1 % aller Haushalte lebten Kinder unter 18 Jahren sowie in 25,3 % aller Haushalte Personen mit mindestens 65 Jahren.
32,4 % der Bevölkerung waren jünger als 20 Jahre, 24,7 % waren 20 bis 39 Jahre alt, 25,1 % waren 40 bis 59 Jahre alt und 17,7 % waren mindestens 60 Jahre alt. Das mittlere Alter betrug 33 Jahre. 45,4 % der Bevölkerung waren männlich und 54,6 % weiblich.
18,8 % der Bevölkerung bezeichneten sich als Weiße, 78,3 % als Afroamerikaner, 0,1 % als Indianer und 0,4 % als Asian Americans. 1,2 % gaben die Angehörigkeit zu einer anderen Ethnie und 1,2 % zu mehreren Ethnien an. 2,2 % der Bevölkerung bestand aus Hispanics oder Latinos.
Das durchschnittliche Jahreseinkommen pro Haushalt lag bei 27.535 USD, dabei lebten 43,4 % der Bevölkerung unter der Armutsgrenze.

## Sehenswürdigkeiten
Das Dawson Historict District, das Dawson Woman’s Clubhouse sowie das 1892 im viktorianischen Stil errichtete Terrell County Courthouse sind im National Register of Historic Places gelistet.
Die Chickasawhatchee Primitive Baptist Church ist die älteste, noch erhaltene Kirche im Terrell County.

## Öffentliche Einrichtungen
Dawson verfügt über drei öffentliche Schulen, die Cooper Primary, Carver Elementary und Terrell County Middle & High School. Des Weiteren befindet sich die Terrell Academy, eine im Jahr 1970 gegründete private High School, in der Stadt. Die nächstgelegenen höheren Schulen befinden sich in der Stadt Albany: Darton College, Albany State University und Albany Technical College.

## Verkehr
Dawson wird vom U.S. Highway 82 sowie von den Georgia State Routes 32, 45, 50 und 118 durchquert. Der nächste Flughafen ist der rund 40 Kilometer südöstlich gelegene Southwest Georgia Regional Airport.

## Kriminalität
Die Kriminalitätsrate lag im Jahr 2010 mit 300 Punkten (US-Durchschnitt: 266 Punkte) im durchschnittlichen Bereich. Es gab vier Raubüberfälle, 27 Körperverletzungen und 97 Einbrüche.

## Persönlichkeiten
Walter Washington, der erste gewählte Bürgermeister von Washington, D.C., wurde am 15. April 1915 in Dawson geboren. Weitere prominente Söhne der Stadt sind der Diplomat Lucius D. Battle und der Musiker Otis Redding, der posthum einer der einflussreichsten Soulsänger der 1960er-Jahre wurde.